# Császár István (író)
Császár István (Újpest, 1936. június 23. – Budapest, 1998. március 26.) József Attila-díjas (1978) magyar író.

## Életpályája és munkássága
Szülei: Császár Ferenc és Csáki Ilona voltak. Gimnáziumi tanulmányai után segédmunkás, műszaki ellenőr, műtőssegéd, kazánfűtő, szabadúszó volt.
Az irodalmi életben 1967-ben vált ismertté két elbeszélésével (Utazás Jakabbal, Fejforgás). Elbeszéléskötetei lazán összefüggő novellafüzérekből állnak, melyekben az egyes történeteket a narrátor személye és a vissza-visszatérő szereplők kötik össze. Tudatosan "nem irodalmi" író, egész prózáját a vallomásos őszinteségre és az élőszó kötetlen formáira építette. Figurái - szabadságukat, egyéniségüket féltve - szándékosan maradnak az álságosnak és végső soron értelmetlen célokat követőnek bizonyuló társadalom margóján. Különösen éles megvilágításba kerül az álértelmiségi egzisztencia, amely tökéletesen uniformizálja a személyiséget, miközben fenntartja az egyéniség öntudatát. Több novelláját megfilmesítették, ő írta a Huszárik Zoltán rendezésében készült Csontváry forgatókönyvét is. 1977-ben a Pécsi Nemzeti Színház bemutatta Istvánfalva című darabját.

## Művei
- Utazás Jakabbal (novella, 1967)
- Fejforgás (elbeszélések, 1971)
- Feljegyzések az utolsó padból (elbeszélések, 1973)
- ...és más történetek (elbeszélések, 1975)
- Én voltam az - Nem érsz a halálodig (elbeszélő gyűjtemény, kisregény, 1977)
- Életünk (1977)
- Istvánfalva. Játék három részben (dráma, 1977)
- Tiszta hazugság (karcolatok, humoreszkek, 1981)
- Gyilokjáró (kisregény, 1985)
- Fotográfiák (irodalmi forgatókönyvek, elbeszélések, 1987)
- Hiú badar beszéd (elbeszélések, 1992)
- Csak képzelet, mi? Válogatott novellák; vál., szerk. Domokos Mátyás; Osiris, Bp., 1998 (Osiris könyvtár Irodalom)

## Filmjei
- Utazás Jakabbal (1972)
- A gyilkosok (1974)
- Amerikai anzix (1975)
- Csontváry (1980)
- Rutinmunka (1984)
- Nem érsz a halálodig (1990)

## Díjak, elismerések
- József Attila-díj (1978)
- A Móra Könyvkiadó Nívódíja (1981)
- Déry Tibor-díj (1997)